# Marion Cotillard
Marion Cotillard (sinh ngày 30 tháng 9 năm 1975) là một nữ diễn viên người Pháp. Cô được trao Giải Oscar cho nữ diễn viên chính xuất sắc nhất tại Giải Oscar lần thứ 80 với vai nữ ca sĩ huyền thoại Édith Piaf trong phim La Môme. Cotillard là người Pháp thứ hai giành Oscar ở hạng mục này sau Simone Signoret (giành giải năm 1956), cô cũng là nữ diễn viên thứ hai sau Sophia Loren (giành giải năm 1961) chiến thắng ở hạng mục Vai nữ chính bằng một vai diễn trong phim không dùng tiếng Anh.

## Tiểu sử
Marion Cotillard sinh tại Paris, Pháp và lớn lên ở vùng Orléans, Loiret. Gia đình Marion có truyền thống nghệ thuật. Bố của cô là đạo diễn Jean-Claude Cotillard còn mẹ cô là nữ diễn viên Niseema Theillaud. Marion còn có hai người em trai sinh đôi là Quentin (họa sĩ và nhà điêu khắc) và Guillaume (nhà văn; sinh năm 1977). Ngay từ khi còn nhỏ cô đã bắt đầu làm quen với thế giới nghệ thuật khi tham gia các vở kịch, vai diễn đầu tiên của Marion là trong vở Y a des nounous dans le placard do người anh họ Laurent Cotillard làm đạo diễn. Năm 1994, cô giành giải thưởng sân khấu đầu tiên khi được trao giải nhất tại Liên hoan kịch Orléans (Conservatoire d'art dramatique d'Orléans).
Hiện nay Marion Cotillard đã đính hôn với diễn viên Guillaume Canet. Cô thường xuyên tham gia các hoạt động bảo vệ môi trường và hiện là người phát ngôn cho tổ chức Hòa bình xanh.

## Sự nghiệp
Sự nghiệp diễn xuất của Cotillard bắt đầu bằng các vai diễn trong các bộ phim truyền hình như Highlander hay Extrême Limite. Cô cũng có vai diễn điện ảnh đầu tiên trong bộ phim L'histoire du garçon qui voulait qu'on l'embrasse (1994).
Marion bắt đầu được công chúng biết tới qua vai Lily Bertineau trong bộ phim hài ăn khách Taxi (1998). Cô còn tham gia tiếp 2 phần sau của Taxi là Taxi 2 (2000) và Taxi 3 (2002) trước khi đề nghị với nhà sản xuất Luc Besson cho ngừng tham gia loạt phim vì nó không giúp cô chứng tỏ được khả năng diễn xuất của mình. Năm 2001 cô được đề cử giải diễn xuất đầu tiên, đó là đề cử Giải César cho nữ diễn viên triển vọng nhất với hai vai chính trong bộ phim Jolies Choses.
Năm 2003 đạo diễn Tim Burton chọn Cotillard cho một vai phụ trong Big Fish, đây là vai diễn đầu tiên của cô trong một phim nói tiếng Anh. Một năm sau đó, với vai Tina Lombardi trong bộ phim Un long dimanche de fiançailles (đạo diễn Jean-Pierre Jeunet) Marion đã được trao giải Vai nữ phụ xuất sắc nhất tại lễ trao giải César.
Năm 2006 đánh dấu bước ngoặt trong sự nghiệp diễn xuất của Marion Cotillard khi cô được mời tham gia hai bộ phim lớn. Đầu tiên là bộ phim nói tiếng Anh A Good Year của đạo diễn Ridley Scott trong đó Marion thủ vai nữ chính bên cạnh nam diễn viên Russell Crowe. Bộ phim lớn thứ hai của cô là một tác phẩm của đạo diễn Olivier Dahan, La Môme, bộ phim kể lại cuộc đời của nữ danh ca số một nước Pháp thế kỷ 20 Édith Piaf. Đây là bộ phim được chờ đợi nhất của điện ảnh Pháp trong năm 2007 và nhiều người kì vọng vai nữ chính của phim sẽ được trao cho nữ diễn viên Pháp nổi tiếng nhất lúc này là Audrey Tautou (đóng vai chính trong Un long dimanche de fiançailles). Tuy nhiên cả đạo diễn Dahan và nhà sản xuất Alain Goldman đều nhất trí trong việc chọn Cotillard cho vai Édith Piaf, vì lý do này hãng TF1 đã giảm số tiền đầu tư của họ xuống còn 1/3. Đây là một vai diễn khó khi Marion phải thể hiện được hình tượng Édith Piaf từ lúc bà còn là thiếu nữ cho đến khi bà hấp hối trên giường bệnh, tuy vậy cô đã hoàn thành một cách xuất sắc. Marion nhập tâm vào vai diễn đến mức vài tháng sau khi đóng máy cô vẫn bị ám ảnh bởi giọng nói và hình ảnh của Édith Piaf. Vai diễn của cô được cả giới phê bình và công chúng đánh giá rất cao, Marion được trao liên tiếp giải nữ diễn viên chính xuất sắc nhất trong các giải thưởng điện ảnh danh giá là giải Quả cầu vàng, giải BAFTA, giải César và giải Oscar.

## Phim tham gia
| Điện ảnh |                                                   |            |                     |                                                                 |
| Năm      | Tác phẩm                                          | Tiếng Việt | Vai diễn            | Thông tin khác                                                  |
| 1994     | Histoire d'un garçon qui voulait qu'on l'embrasse |            |                     | Đạo diễn Philippe Harel                                         |
| 1996     | Comment je me suis disputé...(ma vie sexuelle)    |            |                     | Đạo diễn Arnaud Desplechin                                      |
| 1996     | La Belle Verte                                    |            |                     | Đạo diễn Coline Serreau                                         |
| 1998     | Taxi                                              |            | Lily Bertineau      | Đạo diễn Gérard Pirès                                           |
| 1999     | La Guerre dans le haut pays                       |            | Julie Bonzon        | Đạo diễn Francis Reusser                                        |
| 1999     | Du bleu jusqu'en Amérique                         |            |                     | Đạo diễn Sarah Lévy                                             |
| 2000     | Taxi 2                                            |            | Lily Bertineau      | Đạo diễn Gérard Krawczyk                                        |
| 2000     | Furia                                             |            |                     | Đạo diễn Alexandre Aja                                          |
| 2001     | Les Jolies Choses                                 |            | Marie/Lucie         | Đạo diễn Gilles Paquet-Brenner                                  |
| 2001     | Lisa                                              |            |                     | Đạo diễn Pierre Grimblat                                        |
| 2002     | Une affaire privée                                |            | Clarisse Entoven    | Đạo diễn Guillaume Nicloux                                      |
| 2003     | Taxi 3                                            |            | Lily Bertineau      | Đạo diễn Gérard Krawczyk                                        |
| 2003     | Jeux d'enfants                                    |            | Sophie Kowalsky     | Đạo diễn Yann Samuell                                           |
| 2003     | Big Fish                                          |            | Joséphine           | Đạo diễn Tim Burton Phim nói tiếng Anh đầu tiên Marion tham gia |
| 2004     | Un long dimanche de fiançailles                   |            | Tina Lombardi       | Đạo diễn Jean-Pierre Jeunet                                     |
| 2005     | Innocence                                         |            |                     | Đạo diễn Lucile Hadzihalilovic                                  |
| 2005     | Sauf le respect que je vous dois                  |            |                     | Đạo diễn Fabienne Godet                                         |
| 2005     | La Boîte noire                                    |            |                     | Đạo diễn Richard Berry                                          |
| 2005     | Edy                                               |            |                     | Đạo diễn Stéphan Guérin-Tillié                                  |
| 2005     | Cavalcade                                         |            |                     | Đạo diễn Steve Suissa                                           |
| 2005     | Ma vie en l'air                                   |            |                     | Đạo diễn Rémi Bezançon                                          |
| 2005     | Mary                                              |            | Gretchen Mol        | Đạo diễn Abel Ferrara                                           |
| 2006     | Toi et moi                                        |            |                     | Đạo diễn Julie Lopes-Curval                                     |
| 2006     | Fair play                                         |            |                     | Đạo diễn Lionel Bailliu                                         |
| 2006     | Dikkenek                                          |            |                     | Đạo diễn Olivier Van Hoofstadt                                  |
| 2006     | A Good Year                                       |            | Fanny Chenal        | Đạo diễn Ridley Scott                                           |
| 2007     | La Môme                                           |            | Édith Piaf          | Đạo diễn Olivier Dahan                                          |
| 2010     | Inception                                         |            | Mal                 | Đạo diễn Christopher Nolan                                      |
| 2016     | Allied                                            |            | Marianne Beausejour | Đạo diễn Robert Zemeckis                                        |

## Giải thưởng
Marion Cotillard là nữ diễn viên Pháp đầu tiên được đề cử Giải Oscar vai nữ chính kể từ khi Catherine Deneuve được đề cử ở hạng mục này năm 1992 bằng vai diễn trong phim Đông Dương (Indochine). Với chiến thắng tại hạng mục Vai nữ chính tại giải thưởng điện ảnh danh giá Oscar, cô đã trở thành nữ diễn viên Pháp thứ hai, 48 năm sau Simone Signoret, chiến thắng ở hạng mục này. Cô cũng mới là nữ diễn viên thứ hai sau giành chiến thắng bằng một vai diễn trong phim không dùng tiếng Anh sau Sophia Loren (giành giải từ năm 1960 với vai diễn trong La Ciociara). Cô cũng là nữ diễn viên Pháp đầu tiên giành giải BAFTA Vai nữ chính kể từ khi BAFTA gộp hai hạng mục vai nữ chính của diễn viên Anh và diễn viên nước ngoài làm một (năm 1969).
Các giải thưởng chính:
Giải César
- 1999 - Đề cử Nữ diễn viên triển vọng nhất - phim Taxi
- 2002 - Đề cử Nữ diễn viên triển vọng nhất - phim Les Jolies Choses
- 2005 - Giành giải Vai nữ phụ xuất sắc nhất - phim Un long dimanche de fiançailles
- 2008 - Giành giải Vai nữ chính xuất sắc nhất - phim La Môme

Giải Quả cầu vàng
- 2008 - Giành giải Vai nữ chính - Phim ca nhạc hoặc phim hài - phim La Môme

Giải BAFTA
- 2008 - Giành giải Vai nữ chính - phim La Môme

Giải Oscar
- 2008 - Giành giải Vai nữ chính - phim La Môme

Ngoài ra Marion Cotillard còn giành một loạt các giải diễn xuất tại nhiều liên hoan phim và giải thưởng điện ảnh khác như giải của Hiệp hội phê bình phim Los Angeles, Hiệp hội phê bình phim Luân Đôn,..